# Bolshuizen
Bolshuizen is een gehucht in de gemeente Westerkwartier in de Nederlandse provincie Groningen.
Het plaatsje ligt aan het Aduarderdiep iets ten zuiden van Schifpot en iets ten noorden van Brillerij. Het gehucht telt twee boerderijen, die zich op een kleine wierde bevinden van ongeveer 0,66 meter boven NAP. In de wierde zijn sporen uit de Romeinse tijd en de middeleeuwen gevonden. Bolshuizen was de enige plaats in het voormalige waterschap Joeswerd. Aan het begin van de oprit van beide boerderijen bevinden zich nog resten van het spoor naar de vroegere steenfabriek bij de Schifpot.
De naam Bolshuizen zou afgeleid kunnen zijn van de familienaam Bolsema (een familie van eigenerfden) die in de 16e eeuw in deze streek voorkwam.

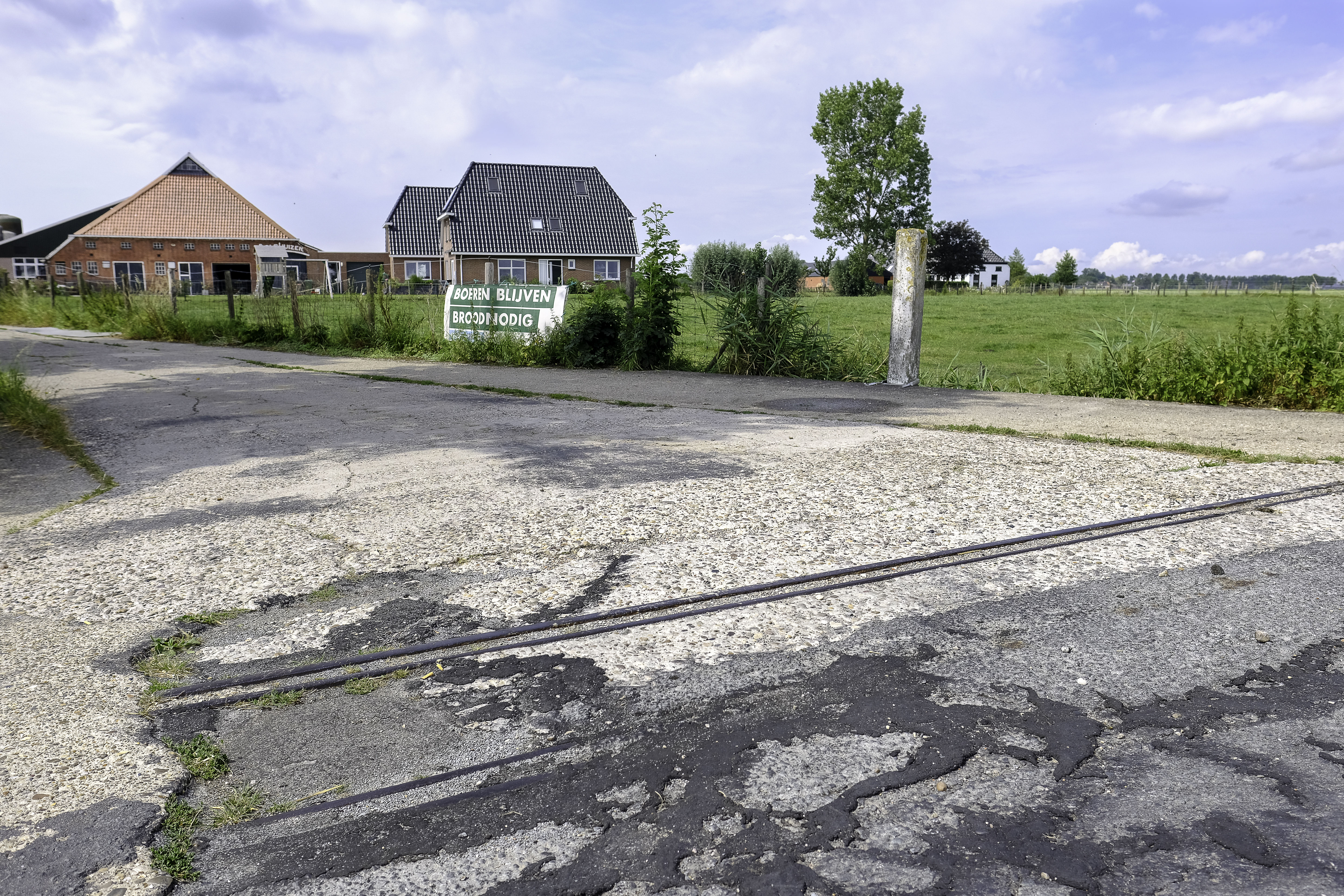
Een van de boerderijen van Bolshuizen met een restant van het spoor naar Schifpot ervoor
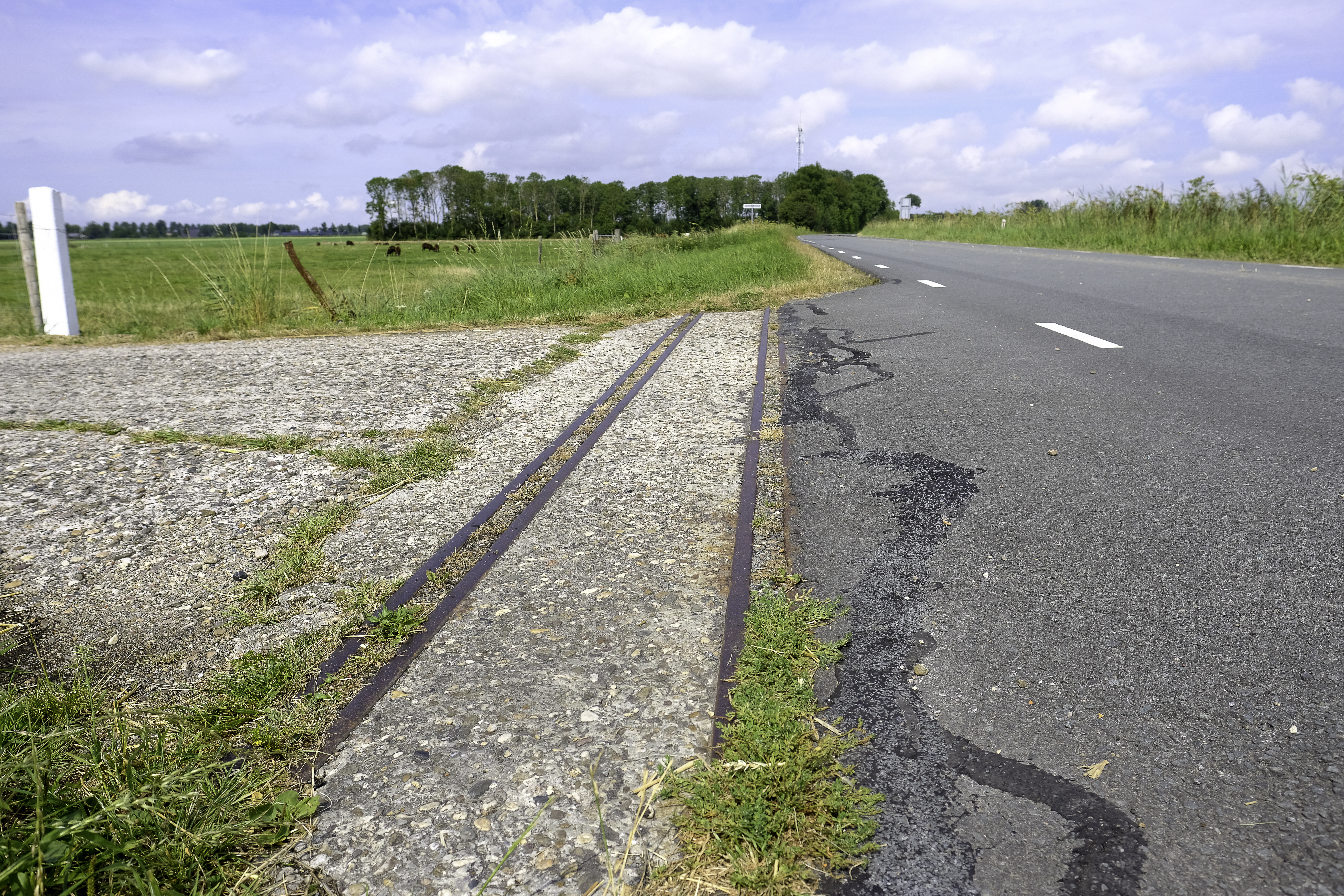
Een restant van het spoor bij de andere boerderij met Schifpot op de achtergrond